# Baker Torpedo

Baker Torpedo

Der Baker Torpedo (auch Baker Electric Torpedo) war ein elektrisch betriebener Geschwindigkeitsrekordwagen, der 1902 von Walter C. Baker gebaut wurde. Stromlinienförmig, mit geschlossenem Cockpit und Sicherheitsgurten, war der zweisitzige Torpedo seiner Zeit voraus. Bekanntheit erlangte der Baker Torpedo durch einen Rekordversuch auf Staten Island, New York, am 31. Mai 1902, bei dem der Wagen in eine Zuschauergruppe raste und zwei Personen ums Leben kamen.

## Technik
Der „Torpedo“ mit einem Leergewicht von 1406 kg und einer Länge von 5486 mm (Radstand 2972 mm, Spurweite 1435 mm) wurde von einem Elwell-Parker-Elektromotor mit 14 hp (10 kW) angetrieben, der von einer 40-Zellen-Batterie des Herstellers Gould versorgt wurde.
Mit einer Höhe von 1,27 m war der Wagen für die damalige Zeit sehr niedrig. Er rollte auf 40 × 3 Zoll-Reifen auf Drahtspeichen mit Holzfelgen, die mit Leinwand bespannt waren. Der Fahrer saß in einer Art Kuppel, die kleine Sehschlitze hatte, der „Elektriker“ hinter dem Fahrer. Der Torpedo wurde bei einer Probefahrt über die fliegende Meile in 47,0 Sekunden gemessen.

## Rekordversuch und Folgen
Beim Rekordversuch führte der Bruch einer Felge zum Unglück. Baker und sein Mechaniker C. E. Denzer blieben dank der Sicherheitsgurte unverletzt. Beide wurden nach dem Unglück wegen Totschlags festgenommen, jedoch umgehend wieder freigelassen. Der Rekordwagen wurde nach dem Unglück nicht wieder aufgebaut.
Eine verkleinerte Version des Torpedo, der Torpedo Kid, wurde von 1902 bis 1903 von Walter C. Baker für verschiedene Rennen verwendet. Von diesem Modell sind zwei Exemplare bekannt, die, im Gegensatz zum Torpedo, in weiß lackiert wurden.